# Dingo en vacances
Pour plus de détails, voir Fiche technique et Distribution.
Dingo en vacances (Two Weeks Vacation) est un court métrage d'animation américain de la série de Dingo, sorti le 31 octobre 1952 aux États-Unis, réalisé par les studios Disney.

## Synopsis
Dingo part en vacances. Il vivra de nombreuses péripéties. Il est tellement obsédé de doubler une caravane qu'il lui arrivera plein d'embûches tel une roue crevée ou un dérapage. Il veut trouver un motel, il en trouve un mais un train le gêne et il reprend la route. De nouveau avec cette caravane, il arrive par erreur sur la voiture de la caravane et finit en prison.

## Fiche technique
- Titre Original : Two Weeks Vacation
- Autres titres [1]:
  - Finlande : Kahden viikon loma
  - France : Dingo en vacances
  - Suède : Jan Långben tar semester
- Série : Dingo
- Réalisateur : Jack Kinney
- Scénario : Al Bertino
- Voix [1]: Pinto Colvig (Goofy), Alan Reed (narrateur)
- Animateur[2] : Edwin Aardal, Hugh Fraser, Dan McManus, George Nicholas, John Sibley
- Layout : Al Zinnen
- Décors : Art Riley
- Musique[1]: Oliver Wallace
- Producteur : Walt Disney
- Société  de  production : Walt Disney Productions
- Distributeur : RKO Radio Pictures
- Date de sortie : 31 octobre 1952[3]
- Format d'image : Couleur (Technicolor)
- Son : Mono (RCA Sound System)
- Durée : 6 minutes
- Langue : Anglais
- Pays de production :  États-Unis

## Voix françaises

### 1erdoublage (1985)
- Pierre Tchernia : Narrateur
- Roger Carel : Dingo / Le garagiste / L'autostoppeur / Le policier

### 2edoublage (1990)
- Hervé Jolly : Narrateur
- Gérard Rinaldi : Dingo